# Vysílač Hády
Vysílač Hády se nachází na 424 m vysokém vrchu stejného jména v katastru obce Kanice v okrese Brno-venkov. Je vysoký 50 metrů a v provozu jako retranslační stanice je od 30. března 1964. Objekt zajišťuje distribuci rozhlasového a televizního signálu pro město Brno a jeho blízké okolí a je využíván jako důležitý retranslační uzel. 
V blízkosti vysílače se také nachází malý příhradový stožár základnové stanice systému GSM.

## Historie
Projekt železobetonové věže pro účel šíření televizního signálu byl představen roku 1961, samotná výstavba byla realizovaná národním podnikem Pozemní stavby Brno v letech 1963–1964. Věž s výškou 50 metrů je vybavená vnitřním schodištěm a byla dokončena a spuštěna do provozu 30. března 1964; dlouhé roky však šlo o vojenský objekt. Ve vrchní části je věž vybavena třemi prstencovými plošinami, které jsou využívané na dálkový přenos signálu retranslační sítě a umístění dalších antén. Nosná konstrukce antén je upevněná na věži, zvyšuje tak její výšku na přibližně 80 metrů. K televiznímu přibyl časem i rozhlasový signál a o něco později začal vysílač šířit také signál digitální televize.

## Vysílané stanice

### Televize
Z Hád jsou šířeny následující multiplexy:
|        | Multiplex    | Kanál | Kmitočet | Výkon (ERP) | Polarizace   |
| ------ | ------------ | ----- | -------- | ----------- | ------------ |
| DVB-T2 | Multiplex 21 | 26    | 514 MHz  | 10 kW       | horizontální |
| DVB-T2 | Multiplex 22 | 40    | 626 MHz  | 10 kW       | horizontální |
| DVB-T2 | Multiplex 23 | 33    | 570 MHz  | 10 kW       | horizontální |

### Rozhlas
Přehled rozhlasových stanic vysílaných z Hád:
|    | Stanice        | Kmitočet  | Výkon (ERP) | Polarizace   |
| -- | -------------- | --------- | ----------- | ------------ |
| FM | Rádio Kiss     | 88,3 MHz  | 10 kW       | horizontální |
| FM | ČRo Vltava     | 90,4 MHz  | 5,8 kW      | horizontální |
| FM | ČRo Plus       | 92,6 MHz  | 5,8 kW      | horizontální |
| FM | ČRo Brno       | 93,1 MHz  | 2 kW        | vertikální   |
| FM | Rádio Z        | 101,3 MHz | 0,16 kW     | horizontální |
| FM | Rádio Krokodýl | 103 MHz   | 5,8 kW      | horizontální |
| FM | Rádio Blaník   | 103,4 MHz | 5 kW        | vertikální   |
| FM | Evropa 2       | 105,5 MHz | 1,58 kW     | vertikální   |
| FM | Rádio Proglas  | 107,5 MHz | 2,88 kW     | horizontální |

Z Hád vysílá i digitální rozhlas DAB+:
|      | Multiplex | Kanál | Kmitočet    | Výkon (ERP) | Polarizace |
| ---- | --------- | ----- | ----------- | ----------- | ---------- |
| DAB+ | ČRo DAB+  | 12D   | 229,072 MHz | 5 kW        | vertikální |

### Vysílání z příhradové věže
V blízkém sousedství vysílače se nachází také příhradový stožár, ze kterého šíří signál digitální televize společnost Digital Broadcasting.
|        | Multiplex    | Kanál | Kmitočet | Výkon (ERP) | Polarizace   |
| ------ | ------------ | ----- | -------- | ----------- | ------------ |
| DVB-T2 | Multiplex 24 | 46    | 674 MHz  | 20 kW       | horizontální |

## Nejbližší vysílače
| Růžice kompasu | Harusův kopec 60 km | Kamenná Horka 57,9 km | Kojál 19,4 km       | Růžice kompasu |
| Růžice kompasu | Javořice 97 km      | Sever                 | Tlustá hora 70,6 km | Růžice kompasu |
| Růžice kompasu | Javořice 97 km      | Západ · Východ        | Tlustá hora 70,6 km | Růžice kompasu |
| Růžice kompasu | Javořice 97 km      | Jih                   | Tlustá hora 70,6 km | Růžice kompasu |
| Růžice kompasu | Barvičova 7,4 km    | Děvín 39,3 km         | Babí lom 36,1 km    | Růžice kompasu |